# Javier Ambrois
Javier Ambrois (Montevideo, 9 maggio 1932 – Montevideo, 25 giugno 1975) è stato un calciatore uruguaiano, di ruolo attaccante.

## Carriera
Fu capocannoniere del campionato uruguaiano nel 1955 e della Copa America nel 1957. Con il Nacional vinse per 4 volte il campionato uruguaiano (1950, 1952, 1955, 1956), mentre con la Nazionale vinse la Copa America nel 1956.

## Palmarès

### Club

#### Competizioni statali
- Torneio Início do Rio de Janeiro: 1

Fluminense: 1954

#### Competizioni nazionali
- Campionato uruguaiano: 5

Nacional: 1950, 1952, 1955, 1956, 1957